# 正院
正院（せいいん）は、1871年（明治4年）の廃藩置県後に発布された太政官職制の最高機関。
1871年9月13日（明治4年7月29日）それまでの太政官を正院、左院、右院の三つに分け、左右両院の上に立つ。政務を執る正院は従来の太政官に相当し、太政大臣、納言、参議、枢密正権大少史、正権大少史等で構成された。
ただし、同年9月24日（同年8月10日）には納言、枢密正権大少史、正権大少史等は廃止されて、太政大臣、左右大臣、参議、正権大少内史、正権大少外史等で構成し、納言は左右大臣となる。
正院にはまた、監部課、式部局、舎人局、雅楽局の三局が配属されたが、同年9月24日（同年8月10日）には、舎人・雅楽局は廃止され式部局とともに式部寮に統合された。
その後、1873年（明治6年）5月の改革で権限はさらに強化され、天皇輔弼の責任が明確にされた。1875年（明治8年）4月、立憲政体の詔書に基づき元老院・大審院が創設され、左右両院を廃止。同年7月3日に内史所管の法制課が廃止され、法制課の事務が内史本課へ合併されるとともに、内史の機能のうち法案の起草、勘査の機能のみを独立させて専門化した機関として法制局が置かれた。
1877年（明治10年）1月18日に正院の名称が廃され、以後は単に太政官と称した。